# Roberto I di Scozia
Robert de Brus, noto in inglese come Robert Bruce o Robert the Bruce, titolo regale Roberto I di Scozia (Ayrshire, 11 luglio 1274 – Cardross, 7 giugno 1329), è stato un re scozzese dal 1306 al 1329.
Scozzese e di ascendenza pitta secondo gli scozzesi, di ascendenza francese secondo gli inglesi e gaelica secondo gli irlandesi, fu uno dei più grandi re della Scozia, e anche uno dei guerrieri più famosi della sua epoca. Condusse la Scozia contro il Regno d'Inghilterra durante le guerre di indipendenza scozzesi. Era il pronipote di Davide I di Scozia.
Il nonno Robert Bruce, V Signore di Annandale, fu uno dei pretendenti al trono scozzese durante la "Grande Causa". Come conte di Carrick, Robert Bruce appoggiò la rivendicazione della sua famiglia al trono scozzese e prese parte alla rivolta di William Wallace contro Edoardo I d'Inghilterra. Nominato nel 1298 Guardiano della Scozia al fianco del suo principale rivale per il trono, John Comyn, III Signore di Badenoch, e William Lamberton, vescovo di St Andrews, in seguito si dimise nel 1300 a causa delle sue liti con Comyn e la restaurazione apparentemente imminente di John Balliol sul trono scozzese. Dopo essersi sottomesso a Edoardo I nel 1302 ed essere ritornato alla "pace del re", Robert riprese la rivendicazione della sua famiglia al trono scozzese alla morte del padre.
Nel febbraio 1306, dopo aver ferito Comyn, Bruce fu scomunicato dal Papa (anche se ricevette l'assoluzione da Robert Wishart, vescovo di Glasgow). Bruce si mosse rapidamente per conquistare il trono e fu incoronato re di Scozia il 25 marzo 1306. Le forze di Edoardo I sconfissero Robert in battaglia, costringendolo a fuggire e a nascondersi, prima di riapparire nel 1307 e sconfiggere un esercito inglese a Loudoun Hill, attuando una guerriglia di successo contro il sovrano inglese. Bruce sconfisse i suoi nemici scozzesi, distruggendo le loro fortezze e devastando le loro terre, e nel 1309 convocò per la prima volta il parlamento scozzese. Una serie di vittorie militari tra il 1310 e il 1314 gli permisero il controllo di gran parte della Scozia, e nella Battaglia di Bannockburn nel 1314, Robert sconfisse un esercito inglese molto più grande guidato da Edoardo II d'Inghilterra, confermando il ristabilimento di un regno scozzese indipendente.

## Biografia

### Origini e giovinezza
Bruce era il primogenito di Robert Bruce, VI signore di Annandale, e di Marjorie, Contessa di Carrick, figlia di Niall, conte di Carrick. Una leggenda vuole che la madre di Robert avesse tenuto prigioniero suo padre fino a che egli non acconsentì a sposarla.
Da parte di madre, Robert ereditò la contea gaelica di Carrick, mentre da parte di padre una casata reale, il che gli consentì di reclamare il trono scozzese. Anche se la sua data di nascita è sicuramente conosciuta, il suo luogo è storicamente più incerto: probabilmente il Castello di Turnberry nell'Ayrshire, anche se altri studiosi indicano sia Lochmaben nel Dumfriesshire, sia Writtle in Inghilterra.
È probabile che Bruce sia stato educato per parlare in tutte le lingue della sua casata e della nazione scozzese. Quasi certamente parlava correttamente il gaelico, il francese e il latino, anche se non c'è una prova diretta, è plausibile parlasse anche inglese. La prima presenza di Robert in documenti storici è su una lista di testimoni di una lettera pubblicata da Alasdair MacDomhnaill, signore di Islay. Il suo nome compare insieme a quello del vescovo di Argyll, del vicario di Arran, di un impiegato di Kintyre, di suo padre e di numerosi Notai gaelici di Carrick.
Fu testimone nel 1292 della competizione per l'assegnazione del trono di Scozia che consegnò la corona a un suo lontano parente, John Balliol. Appena seppe del risultato, impedì che quel ramo della sua famiglia prendesse il suo legittimo posto sul trono scozzese. In seguito, suo nonno, Robert Bruce, V Signore di Annandale abdicò in favore di Robert de Brus, padre di Robert Bruce, che nel frattempo aveva già ceduto il titolo di conte al figlio Robert Bruce, il giorno della morte della moglie nel 1292. Sia il padre sia il figlio parteggiarono per Edoardo I d'Inghilterra contro Balliol.
Nel mese di aprile del 1294, il giovane Bruce, per un anno e mezzo, ebbe il permesso di visitare l'Irlanda, e, come segno ulteriore del favore di re Edoardo, ricevette una tregua sul pagamento di tutti i debiti che a quel tempo doveva al ministero delle finanze inglese. Nel 1295, Robert sposò la sua prima moglie, Isabella di Mar, figlia di Donald, decimo conte di Mar, e dalla moglie Helen.

### Guerre di indipendenza

#### Inizi

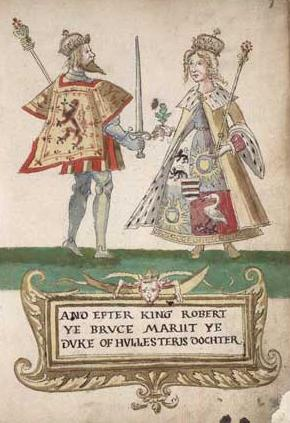
Roberto I di Scozia e la seconda moglie Elisabetta

Anche dopo l'ascensione di John Balliol (Re Giovanni I di Scozia), Edoardo continuò ad affermare la sua autorità sulla Scozia e le relazioni tra i due re cominciarono presto a deteriorarsi. I Bruce si schierarono con Edoardo contro John e i suoi alleati Comyn, considerando John un usurpatore. Nell'agosto del 1296 i Bruce giurarono fedeltà a Edoardo I d'Inghilterra con un patto stipulato a Berwick-upon-Tweed, rinnovato a Carlisle, ma dallo stesso violato, poiché il giovane Robert si unì alla sommossa scozzese contro re Edoardo.
Contro le obiezioni degli scozzesi, Edoardo I accettò di ascoltare gli appelli sui casi regolati dalla corte dei Guardiani che aveva governato la Scozia durante l'interregno. Un'ulteriore provocazione arrivò in un caso portato da Macduff, figlio di Malcolm, Earl di Fife, nel quale Edoardo chiese a John di comparire di persona davanti al Parlamento inglese per rispondere alle accuse. Ciò fu per il re scozzese l'ultima goccia insieme alla richiesta - sempre da parte di Edoardo - che i magnati scozzesi prestassero il servizio militare nella guerra inglese contro la Francia.
Al suo ritorno in Scozia, John tenne una riunione con il suo consiglio e, dopo alcuni giorni di acceso dibattito, vennero fatti piani per sfidare gli ordini di Edoardo I. Alcune settimane dopo venne riunito velocemente un Parlamento scozzese e 12 membri di un consiglio di guerra (quattro conti, quattro baroni e quattro vescovi, rispettivamente) furono scelti come consiglieri del re Giovanni. Vennero immediatamente inviati emissari per informare Re Filippo IV di Francia delle intenzioni degli inglesi. Essi negoziarono anche un trattato con il quale gli scozzesi avrebbero invaso l'Inghilterra se questi avessero invaso la Francia, e in cambio i francesi avrebbero sostenuto gli scozzesi. Il trattato sarebbe stato suggellato dal matrimonio organizzato tra Edward Balliol (figlio di John) e Jeanne de Valois (nipote di Filippo). Un altro trattato con re Eirik II di Norvegia fu concluso. In base ad esso il sovrano norvegese avrebbe concesso la somma di 50.000 groats, con la quale sarebbero state fornite 100 navi per quattro mesi l'anno, per tutto il tempo in cui le ostilità tra Inghilterra e Francia fossero continuate.
Il consiglio del Comyn, che agiva in nome di Re John, convocò l'ospite scozzese per incontrarsi a Caddonlee l'11 marzo. I Bruce e i conti di Angus e March rifiutarono, e la famiglia Bruce si ritirò temporaneamente dalla Scozia, mentre i Comyn conquistarono i loro possedimenti in Annandale e Carrick, concedendoli a John Comyn, conte di Buchan. Edoardo I quindi fornì un rifugio sicuro per i Bruce, avendo nominato il Signore di Annandale al comando del Castello di Carlisle nell'ottobre 1295.
Quasi il primo colpo nella guerra tra Scozia e Inghilterra fu un attacco diretto ai Bruce. Il 26 marzo 1296, il lunedì di Pasqua, sette conti scozzesi iniziarono un attacco a sorpresa contro la città murata di Carlisle, che non fu tanto un attacco contro l'Inghilterra quanto il conte Comyn di Buchan e la sua fazione che attaccavano i loro nemici Bruce. Robert Bruce avrebbe acquisito in questa occasione una preziosa conoscenza diretta delle difese della città che metterà a frutto nel 1315 quando sarebbe stato lui stesso a guidare l'attacco alla piazzaforte inglese.
Edoardo rispose all'alleanza degli scozzesi con la Francia e all'attacco a Carlisle invadendo la Scozia alla fine del marzo 1296 e prendendo la città di Berwick in un attacco particolarmente sanguinoso. Con la Battaglia di Dunbar, la resistenza scozzese fu di fatto schiacciata. Lo scontro segnò effettivamente la fine della ribellione del 1296. L'allora High Steward of Scotland si arrese consegnando l'importante fortezza di Roxburgh, senza tentare nemmeno di difenderla; ed altri seguirono rapidamente il suo esempio. Solamente il castello di Edimburgo riuscì a resistere per circa una settimana contro l'assedio degli inglesi. John Balliol si arrese e il 2 luglio nel castello di Kincardine confessò pubblicamente il proprio status di ribelle e chiese di essere perdonato. Edward depose il rivale imprigionandolo nella Torre di Londra e insediò alcuni inglesi per governare il paese. La campagna aveva avuto grande successo, ma il trionfo inglese sarebbe stato solo temporaneo.
Sebbene i Bruce fossero ormai di nuovo in possesso di Annandale e Carrick, nell'agosto 1296 Robert Bruce, Lord of Annandale, e suo figlio, Robert Bruce, conte di Carrick e futuro re, erano tra gli oltre 1.500 scozzesi a Berwick che giurarono fedeltà ad Edoardo I d'Inghilterra.
Quando scoppiò la rivolta scozzese contro Edoardo I, nel luglio del 1297 ad essa presero parte James Stewart, quinto Grande intendente di Scozia, Robert Wishart, vescovo di Glasgow, MacDuff, figlio del conte di Fife, e, contro il parere del padre, il giovane Robert Bruce. Il futuro re aveva ormai ventidue anni e, unendosi ai ribelli, sembrava aver agito indipendentemente da suo padre, che non aveva preso parte alla ribellione e sembrò aver abbandonato ancora una volta Annandale per la salvezza di Carlisle. Sembra che Robert Bruce fosse caduto sotto l'influenza degli amici di suo nonno, Wishart e Stewart, che lo avevano ispirato alla resistenza.
Con lo scoppio della rivolta, Robert lasciò Carlisle e si diresse verso Annandale, dove chiamò i cavalieri delle sue terre ancestrali.
Furono inviate lettere urgenti per ordinare a Bruce di sostenere il comandante di Edoardo, Giovanni di Warenne (a cui Bruce era imparentato), nell'estate del 1297; ma invece di conformarsi alle direttive, Bruce continuò a sostenere la rivolta contro Edoardo I. Che Bruce fosse in prima linea nel fomentare la ribellione è mostrato in una lettera scritta a Edoardo da Hugh Cressingham il 23 luglio 1292, che riporta l'opinione che "se voi aveste dalla vostra parte il Conte di Carrick, il Sovrintendente di Scozia e suo fratello... penserei che la vostra impresa sarebbe compiuta".
Subito dopo la Battaglia di Stirling Bridge, Robert Bruce dagli scozzesi venne considerato un traditore. Annandale venne distrutta e il castello inglese di Ayr venne dato alle fiamme.
Il 7 luglio 1297, Bruce e i suoi furono costretti a sottoscrivere le condizioni di un trattato, denominato "Capitolazione di Irvine". Secondo questo trattato, i signori scozzesi avevano la libertà di scelta di chi servire e sarebbero stati perdonati per la loro ribellione se in cambio avessero giurato lealtà a re Edoardo. Il vescovo di Glasgow, James Steward e sir Alexander Lindsay garantirono per Robert Bruce a patto che consegnasse come ostaggio la figlia neonata Marjorie. Tuttavia, quando il re Edoardo ritornò in Inghilterra dopo la vittoriosa Battaglia di Falkirk, Annandale e Carrick furono esclusi dalla Signoria e dalle terre che assegnò ai suoi seguaci. La fedeltà al Re di Bruce non venne messa in discussione.

#### Guardiano di Scozia
William Wallace si era dimesso da Guardiano di Scozia dopo la sua sconfitta nella battaglia di Falkirk. Gli succedettero Robert Bruce e John Comyn, entrambi nominati Guardiani tra il 1298 ed il 1300. Entrambi non riuscivano ad andare oltre le loro diffidenze personali. Come nipote e sostenitore del re Giovanni, e come qualcuno che poteva vantare una seria rivendicazione del trono scozzese, il Comyn era nemico di Bruce. Nel 1299, William Lamberton, vescovo di St. Andrews, fu nominato terzo Guardiano neutrale per cercare di mantenere l'ordine tra Bruce e Comyn. L'anno seguente, Bruce finalmente si dimise da Guardiano congiunto e fu sostituito da Sir Gilbert, primo signore de Umfraville, Conte di Angus. Nel maggio 1301, Umfraville, Comyn e Lamberton si dimisero da Guardiani congiunti e furono sostituiti da Sir John de Soules come unico Guardiano. Soules fu nominato in gran parte perché non faceva parte né del campo di Bruce né di quello dei Comyn,  e perché era un patriota. Era un Guardiano attivo e fece nuovi sforzi per far tornare il re Giovanni sul trono scozzese.
Nel luglio 1301 il re Edoardo I lanciò la sua sesta campagna in Scozia. Nonostante la cattura dei castelli di Bothwell e Turnberry, fece ben poco per affliggere l'abilità di combattimento scozzese, e nel gennaio del 1302 accettò una tregua di nove mesi. Fu in quel periodo che Robert Bruce si sottomise ad Edoardo, insieme ad altri nobili, anche se fino ad allora era stato dalla parte degli scozzesi. Giravano voci che John Balliol sarebbe tornato per riconquistare il trono scozzese. Soules, che probabilmente era stato nominato da Giovanni, sostenne il suo ritorno, come fecero la maggior parte degli altri nobili. Ma non era altro che una voce.
Nel marzo 1302, Bruce inviò una lettera ai monaci dell'Abbazia di Melrose chiedendo scusa per aver chiamato gli affittuari dei monaci a prestare servizio nel suo esercito quando non c'era stata una chiamata nazionale. Bruce promise che d'ora in avanti non avrebbe "mai più" richiesto ai monaci di servire, a meno che non fosse per "l'esercito comune di tutto il regno", per la difesa nazionale. Lo stesso anno Bruce convolò a nozze con Elisabetta de Burgh, sua seconda moglie, figlia di Richard de Burgh, secondo conte di Ulster. Da Elisabetta ebbe quattro bambini: David II, John, Matilda e Margaret.

#### Invasione della Scozia
Nel 1303 Edoardo I invase nuovamente la Scozia, raggiungendo Edimburgo, per poi marciare su Perth. John Comyn, ormai Guardiano, non poteva sperare di sconfiggere le forze di Edoardo, che rimase a Perth fino al luglio 1303. Nella sua conquista della Scozia Edoardo continuò verso Dundee, Brechin, Montrose e, infine, Aberdeen dove arrivò nell'agosto 1303. Da qui marciò per tutta la regione di Moray prima di continuare verso Badenoch e ripercorrere la strada fatta fino ad allora verso sud a Dunfermline. Con il paese ormai sottomesso tutti i capi scozzesi, tranne William Wallace, nel mese di febbraio 1304 si arresero a re Edoardo. Le condizioni della sottomissione vennero negoziate da John Comyn. Le leggi e le libertà della Scozia dovevano essere come lo erano state ai tempi di Alessandro III: qualsiasi modifica necessitava di un assenso di re Edoardo e del consiglio dei nobili scozzesi.
L'11 giugno 1304, entrambi a testimoniare gli sforzi eroici dei loro compatrioti durante l'assedio di re Edoardo al castello di Stirling, Bruce e William Lamberton fecero un patto che li unì profondamente: "nell'amicizia e nell'alleanza contro tutti gli uomini." Se uno di loro avesse rotto il patto segreto, sarebbe stato privato dall'altro della somma di diecimila sterline. Benché entrambi cedessero agli inglesi, il patto dimostrò sia il loro patriottismo sia il loro profondo impegno e perseveranza per la libertà degli scozzesi.
Fu tenuta una sessione del parlamento per eleggere coloro che si sarebbero incontrati più tardi in quell'anno con il parlamento inglese per stabilire le regole per il governo della Scozia. Il conte di Richmond, nipote di Edoardo, doveva dirigere il governo subordinato della Scozia. Mentre tutto ciò avveniva, William Wallace fu catturato vicino a Glasgow, e fu giustiziato a Londra il 23 agosto 1305.
Con la Scozia priva di difesa, re Edoardo attuò un programma di assimilazione all'Inghilterra. Nonostante la partecipazione scozzese, tuttavia, gli inglesi ebbero sempre il potere reale.

#### Assassinio di John Comyn
Nel settembre del 1305, Edoardo temendo le trame di Robert, gli affidò il suo castello a Kildrummy suggerendo che il re inglese sospettasse che Robert non fosse del tutto affidabile e forse stava tramando dietro di lui. Un altro segno della sfiducia di Edoardo avvenne il 10 ottobre 1305, quando il re revocò a Bruce il dono di Sir Gilbert de Umfraville fattogli solo sei mesi prima.
Bruce, ora, quale conte di Carrick e settimo signore di Annandale, ottenne un patrimonio enorme; la Scozia, di fatto, divenne sua proprietà ricevendo anche una baronia, alcune proprietà secondarie in Inghilterra ed infine una forte rivendicazione del trono scozzese.
Robert, come tutta la sua famiglia, credeva fortemente ai diritti che i Bruce avevano sul trono scozzese. Tuttavia le sue azioni di sostegno, una volta verso gli inglesi e una volta verso gli scozzesi, avevano creato moltissima diffidenza da parte delle "Comunità del regno della Scozia". Una forte opposizione alla sua ambizione venne da John Comyn, che fu molto più risoluto nella sua opposizione agli inglesi: era il nobile più potente in Scozia e si era alleato con molti altri nobili sia in Scozia che in Inghilterra, comprese le famiglie di Buchan, Marr, Ross, Fife, Angus, Dunbar e Strathearn; le Signorie di Kilbride, Kirkintilloch, Lenzie, Bedrule e Scraesburgh; e gli sceriffi a Banff, Dingwall, Wigtown e Aberdeen. Inoltre anche lui reclamò il trono scozzese, vuoi per la sua ascendenza dall'antica monarchia celtica (Donald III da parte di padre e David I da parte di madre), vuoi per il fatto che fosse il nipote di John Balliol.
Secondo alcune fonti, nella tarda estate del 1305, in un accordo segreto, firmato e sigillato, John Comyn accettò di rinunciare alla sua pretesa al trono scozzese in favore di Robert Bruce al ricevimento delle terre di Bruce in Scozia, nel caso in cui Robert avesse guidato una rivolta contro gli inglesi. Che i dettagli dell'accordo con Comyn fossero corretti o meno, re Edoardo si mise in moto per arrestare Bruce mentre era ancora alla corte inglese. Rodolfo Morthermer, I Barone di Monthermer venne a sapere dell'intenzione di Edoardo e avvertì Bruce mandandogli dodici penny e un paio di speroni. Bruce, compreso il suggerimento, fuggì con uno scudiero dalla corte inglese durante la notte dirigendosi velocemente verso la Scozia. All'indomani della battaglia di Bannockburn, Robert, ormai vittorioso, ripagò il suo debito con Rodolfo, il quale aveva combattuto sotto le insegne inglesi ed era stato catturato, liberandolo senza chiedere nessun riscatto.
Per neutralizzare la minaccia rappresentata da Comyn, Bruce lo invitò a Dumfries, ad una riunione durante una tregua, il 10 febbraio 1306.
Comyn fu attaccato da Bruce dall'altare maggiore della chiesa del monastero di Greyfriars. Sapendo che Comyn era sopravvissuto all'attacco e si stava riprendendo, due dei sostenitori di Bruce, Roger de Kirkpatrick e John Lindsay, giunsero in chiesa per finirlo.
Bruce e il suo partito attaccarono poi il castello di Dumfries, dove la guarnigione inglese si arrese. Bruce si affrettò da Dumfries a Glasgow, dove il suo amico e sostenitore, il vescovo Robert Wishart, gli concesse l'assoluzione e successivamente fece pressione sul clero di tutto il paese per radunarsi intorno a Bruce.
Bruce venne scomunicato comunque per tale crimine, insieme ai Baroni che lo avevano sostenuto; ma più tardi, nel 1328, Papa Giovanni XXII ritirò la scomunica.
Le fonti inglesi ancora esistenti oggi raccontano una storia completamente diversa. Dichiarano che l'omicidio dei Comyn fu pianificato nel tentativo di conquistare il trono di Scozia. Per questo motivo re Edoardo d'Inghilterra scrisse al Papa e chiese la scomunica di Robert Bruce. Nessuna fonte trovata in Inghilterra afferma che Edoardo avesse qualche conoscenza del tradimento di Robert Bruce prima delle sue azioni contro Comyn, dichiarando che il re sia venuto a conoscenza dell'omicidio di Comyn solo diversi giorni dopo la sua morte.

#### Incoronazione ed iniziali insuccessi
Rimane il fatto che Robert Bruce venne quindi incoronato Re di Scozia con il nome di Roberto I, a Scone, nei pressi di Perth, il 25 marzo 1306 dal vescovo William Lamberton.
Le vesti e i paramenti reali che Robert Wishart aveva nascosto agli inglesi furono riesumati dal vescovo e concessi a re Robert. Erano presenti i vescovi di Moray e Glasgow, come pure i conti di Atholl, Menteith, Lennox e Marr. Il grande vessillo dei re di Scozia fu piazzato dietro il trono di Bruce.
Isabella MacDuff, contessa di Buchan e moglie di John Comyn, III Signore di Badenoch (cugino del John Comyn assassinato) arrivò il giorno dopo, troppo tardi per l'incoronazione. Ella rivendicò il diritto della sua famiglia, i conti MacDuff di Fife, di incoronare il re scozzese in vece di suo fratello, Duncan IV conte di Fife, che non aveva ancora raggiunto l'età ed era in mani inglesi. Così si tenne una seconda incoronazione e ancora una volta la corona fu posta sulla fronte di Robert.
Sebbene fosse diventato Re, Bruce ancora non possedeva un regno ed i suoi sforzi per ottenerlo si dimostrano vani fino dopo alla morte del re Edoardo I.
Nel giugno del 1306 fu sconfitto alla Battaglia di Methven e nel mese di agosto, in quella di Strathfillan, dove si era rifugiato. Sua moglie, le sue figlie e altre donne del gruppo furono mandate a Kildrummy nell'agosto del 1306 sotto la protezione del fratello di Bruce, Nigel, e del conte di Atholl e della maggior parte dei suoi uomini rimasti. Bruce, quasi senza seguito, fuggì nell'isola di Rathlin di fronte alla costa settentrionale dell'Irlanda, accompagnato da sir James Douglas e Gilbert Hay, i fratelli di Bruce Thomas, Alexander ed Edward, sir Neil Campbell e il conte di Lennox.
Re Edoardo marciò ancora a nord in primavera. Lungo la strada assegnò le proprietà scozzesi di Bruce ad alcuni suoi seguaci e pubblicò un manifesto di scomunica contro Bruce. La regina consorte di Bruce, Elizabeth, sua figlia Marjorie, Isabella MacDuff e le sue sorelle Christina e Mary, furono catturate in un santuario presso Tain, mentre suo fratello Nigel venne giustiziato. Ma il 7 luglio del 1307, re Edoardo morì, e ad opporsi a Bruce rimase il suo debole figlio, Edoardo II.

#### La riconquista della Scozia
È ancora incerto dove Bruce trascorse l'inverno del 1306-07, molto probabilmente nelle Ebridi, forse riparato da Christina delle Isole. Quest'ultima era sposata con un membro del Clan Mar, una famiglia a cui era legato Bruce (non solo la sua prima moglie era un membro di questa famiglia, ma il fratello di lei, Gartnait, era sposato con una sorella di Bruce). L'Irlanda era un'altra seria possibilità oltre alle Orkney (all'epoca sotto il dominio norvegese) o la Norvegia (dove sua sorella Isabel Bruce era regina consorte di Eirik II).
Bruce e i suoi seguaci ritornarono in Scozia nel febbraio 1308, divisi in due gruppi: uno, condotto da Robert e da suo fratello Edward che si stanziarono nel castello di Turnberry dal quale organizzarono una guerriglia contro gli inglesi nel sud-ovest della Scozia; l'altro, condotto dai suoi fratelli Thomas ed Alexander che si stanziarono un po' più a sud nel Loch Ryan; ma ben presto i due fratelli vennero catturati e giustiziati. In aprile Bruce ottenne una discreta vittoria contro gli inglesi nella Battaglia di Glen Trool prima di sconfiggere Aymer de Valence e il conte di Pembroke nella Battaglia di Loudoun Hill. Allo stesso tempo, James Douglas fece la sua prima incursione per Bruce nella Scozia sudoccidentale, attaccando e bruciando il suo castello a Douglasdale. Lasciando suo fratello Edward a capo della regione di Galloway, Bruce si diresse verso nord e conquistò i castelli di Urquhart e di Inverlochy, dando fuoco al castello di Inverness e radendo al suolo quello di Nairn, e minacciando infine, senza successo Elgin.
Trasferite le operazioni nell'Aberdeenshire verso la fine del 1307, attaccò Banff ma venne colto da una malattia piuttosto seria, che probabilmente fu la causa delle difficoltà della lunga campagna. Ristabilitosi, Bruce sottomise John Comyn, terzo conte di Buchan, e proseguì verso ovest dove conquistò i castelli di Balvenie e di Duffus, e dell'allora castello di Tarradale sulla Black Isle. Tornò indietro nel tentativo di riprendere Elgin, ma fallì nuovamente, infine sconfisse nuovamente Comyn nella Battaglia di Inverurie nel maggio 1308, quindi conquistò Buchan e massacrò la guarnigione inglese ad Aberdeen.
Nel 1308 fu ordinato da Bruce il massacro di Buchan per assicurarsi che tutto il sostegno della famiglia Comyn fosse cessato. Buchan aveva una popolazione molto grande, perché era la capitale agricola della Scozia settentrionale e gran parte della sua popolazione era fedele alla famiglia Comyn anche dopo la sconfitta del conte di Buchan. La maggior parte dei castelli Comyn a Moray, Aberdeen e Buchan furono distrutti e i loro abitanti uccisi. Bruce ordinò un simile trattamento a Argyle e Kintyre, nei territori del Clan MacDougall. Con questi atti, Bruce aveva distrutto con successo il potere dei Comyn, che avevano controllato gran parte della Scozia settentrionale e sudoccidentale per oltre 150 anni. Quindi attraversò l'Argyll e sconfisse i MacDougall (alleati dei Comyn) nella Battaglia del Passo di Brander e conquistò il Castello di Dunstaffnage, l'ultima grande roccaforte dei Comyn.
Nel marzo del 1309, Bruce tenne il suo primo parlamento a Saint Andrews e ad agosto controllava tutta la Scozia a nord del fiume Tay. L'anno seguente, il clero scozzese, durante un consiglio generale, riconobbe Bruce come re. Il sostegno datogli dalla Chiesa, nonostante la sua scomunica, era di grande importanza politica. Il 1º ottobre 1310 Bruce scrisse a Edoardo II d'Inghilterra da Kildrum nella Parrocchia di Cumbernauld in un tentativo infruttuoso di stabilire la pace tra la Scozia e l'Inghilterra.
I tre anni successivi videro la conquista di un castello e di un avamposto inglese dopo un altro: Linlithgow nel 1310, Dumbarton nel 1311 e Perth nel gennaio 1312.
Nella sua sete di conquista, Bruce fece incursioni nel nord dell'Inghilterra e si stanziò a Ramsey nell'Isola di Man, dove assediò il Castello di Rushen a Castletown, conquistandolo il 21 giugno 1313, con il chiaro intento di strappare agli inglesi un'importante postazione strategica, quale era l'isola di Man. Nella primavera del 1314, il fratello, Edward Bruce assediò il castello di Stirling, fortificazione chiave del nord dell'Inghilterra e il cui governatore, Sir Philip de Mowbray, accettò di capitolare se non raggiunto da rinforzi prima del 24 giugno 1314. Intanto nel marzo del 1314 sir James Douglas catturò Roxburgh e Randolph conquistò il Castello di Edimburgo.
Gli otto anni di estenuante ma deliberato rifiuto di incontrare gli inglesi su un terreno uniforme fecero sì che molti considerassero Bruce uno dei più grandi leader della guerriglia di ogni tempo. Ciò rappresentava una trasformazione non da poco per un uomo cresciuto come cavaliere feudale.

#### La Battaglia di Bannockburn
A maggio del 1314 Bruce invase e sottomise nuovamente l'Isola di Man, per poi assicurare militarmente l'indipendenza della Scozia dall'Inghilterra con la storica Battaglia di Bannockburn.
Bruce aveva riconquistato la maggior parte dei castelli in Scozia tenuti dagli inglesi e stava mandando gruppi di incursori nell'Inghilterra settentrionale fino a Carlisle. In risposta, Edoardo II progettò una grande campagna militare con l'appoggio di Lancaster e dei baroni, radunando un grande esercito di 15.000-20.000 uomini. La notizia dell'accordo sul castello di Stirling raggiunse il re inglese a fine maggio che decise di accelerare la marcia verso nord da Berwick per liberare il castello. Robert, con una forza tra 5.500 e 6.500 uomini, in prevalenza lancieri, si preparò a impedire che le forze di Edoardo raggiungessero Stirling.
La battaglia iniziò il 23 giugno quando l'esercito inglese tentò di farsi strada attraverso le alture del Bannock Burn, che era circondato da paludi. Le scaramucce tra le due parti scoppiarono provocando la morte di Sir Henry de Bohun, che Robert uccise in un duello personale. Edoardo continuò la sua avanzata il giorno seguente, e incontrò la maggior parte dell'esercito scozzese quando emersero dai boschi di New Park. Sembra che gli inglesi non si aspettassero che gli scozzesi dessero battaglia in quel punto, e di conseguenza avevano tenuto le loro forze in marcia, piuttosto che in formazione da battaglia, con gli arcieri - di solito utilizzati per spezzare le formazioni di lancia nemica - indietro, piuttosto che davanti all'esercito. La cavalleria inglese trovò difficile operare nell'angusto terreno e fu schiacciata dai lancieri di Robert.  L'esercito inglese fu sopraffatto e i suoi leader non riuscirono a riprendere il controllo.
Edoardo II fu trascinato fuori dal campo di battaglia, inseguito dalle forze scozzesi, sfuggendo ai pesanti combattimenti. Lo storico Roy Haines descrive la sconfitta come una "calamità di proporzioni sorprendenti" per gli inglesi, le cui perdite furono enormi. All'indomani della sconfitta, Edoardo si ritirò a Dunbar, quindi viaggiò in nave per Berwick, e poi di nuovo a York; in sua assenza, il Castello di Stirling cadde rapidamente.

#### Campagna irlandese
La battaglia segnò un significativo punto di svolta, con gli eserciti di Robert ora liberi di lanciare incursioni devastanti in tutta l'Inghilterra settentrionale.
Bruce decise quindi di lanciare incursioni nello Yorkshire e nel Lancashire. Incoraggiati dai suoi successi militari, le forze dei Bruce, guidate da Edward fratello di Robert, invasero anche l'Irlanda nel 1315, nel tentativo di liberare il paese dal dominio inglese (dando risposta alle offerte di assistenza di Donal O'Neil, re di Tyrone) e di aprire un secondo fronte nelle continue guerre con l'Inghilterra. Edward Bruce fu incoronato addirittura come Re Supremo d'Irlanda nel 1315. Successivamente Robert giunse con un altro esercito per aiutare suo fratello.
In concomitanza con l'invasione, Bruce rese popolare una visione ideologica di una "Grande Scozia Pan-gaelica" con il suo lignaggio che governava sia l'Irlanda che la Scozia. Questa campagna di propaganda fu aiutata da due fattori. Il primo fu la sua alleanza matrimoniale dal 1302 con la famiglia de Burgh della contea di Ulster in Irlanda; secondo, Bruce stesso, dalla parte di sua madre di Carrick, discendeva dai reali gaelici in Scozia e in Irlanda. Gli antenati irlandesi di Bruce includevano Eva MacMurrough, i cui antenati comprendevano Brian Boru di Munster e i re di Leinster. Così, in modo lineare e geopolitico, Bruce tentò di sostenere la sua idea anticipata di un'alleanza tra le popolazioni gaeliche scozzese-irlandesi, sotto la sua regalità. Questo è rivelato da una lettera che ha inviato ai capi irlandesi, dove chiama gli scozzesi e irlandesi collettivamente nostra nacio (la nostra nazione), sottolineando la lingua comune, i costumi e il patrimonio dei due popoli.
La mossa diplomatica funzionò in una certa misura, almeno nell'Ulster, dove gli scozzesi avevano un certo sostegno. Il capo irlandese, Donal O'Neil, ad esempio, in seguito giustificava il suo sostegno agli scozzesi a papa Giovanni XXII dicendo che "i re della piccola Scotia tracciano il loro sangue verso la nostra Grande Scozia e conservano in una certa misura la nostra lingua e le nostre usanze".
La campagna di Bruce in Irlanda fu caratterizzata da alcuni successi militari iniziali. Tuttavia, gli scozzesi non riuscirono a conquistare i capi irlandesi fuori dall'Ulster né a fare altri significativi guadagni nel sud dell'isola, dove la popolazione non poteva vedere la differenza tra l'occupazione inglese e quella scozzese. Alla fine i Bruce uscirono sconfitti quando Edward Bruce fu ucciso nella Battaglia di Faughart. Gli Annali irlandesi del periodo descrivevano la sconfitta dei Bruce da parte degli inglesi come una delle più grandi cose mai fatte dagli inglesi per la nazione irlandese mettendo fine alla carestia e ai saccheggi inflitti agli irlandesi sia dagli scozzesi che dagli inglesi.

### Regno

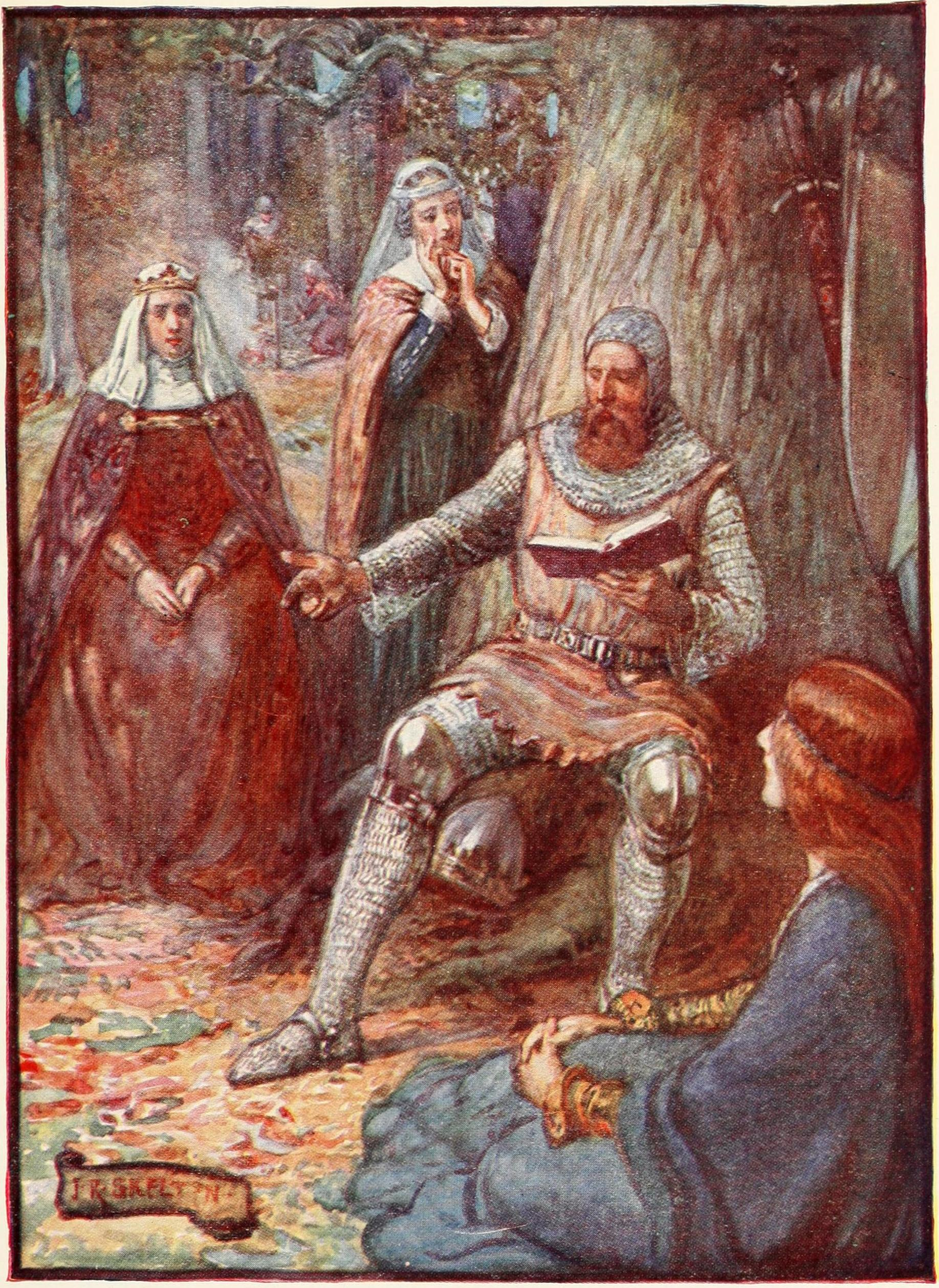
Bruce che legge storie ai suoi seguaci; da un libro di storia scozzese del XIX secolo

Nonostante Bannockburn e la conquista dell'ultima roccaforte inglese a Berwick nel 1318, Edoardo II si rifiutò di rinunciare alla sua pretesa di sovrintendere alla Scozia.
Il regno di Robert Bruce incluse anche importanti risultati diplomatici. La Dichiarazione di Arbroath del 1320 rafforzò la sua posizione, in particolare in relazione al Papato, e Papa Giovanni XXII alla fine sollevò la scomunica di Bruce. Con la Dichiarazione la nobiltà scozzese dichiarò Robert come il loro legittimo monarca e affermò lo status della Scozia come regno indipendente. Nel maggio 1328 il re Edoardo III d'Inghilterra firmò il trattato di Edimburgo-Northampton, che riconobbe la Scozia come regno indipendente e Bruce come suo re.
Nel 1324, il Papa riconobbe Robert I come re di una Scozia indipendente, e nel 1326 l'alleanza franco-scozzese fu rinnovata nel Trattato di Corbeil.
Nel 1325 Robert I scambiò terre a Cardross per quelle di Old Montrose in Angus con Sir David Graham. Doveva essere qui che Robert avrebbe costruito la casa padronale che sarebbe stata la sua residenza preferita durante gli ultimi anni del suo regno. I resoconti del ciambellano del 1328 descrivono dettagliatamente una casa padronale di Cardross con camere del re e della regina e finestre vetrate, una cappella, cucine, forni e cantine da birra, voliere di falchi, giardini medicinali, portineria, fossato protettivo e un parco di caccia. C'era anche un molo e un arenile per il "king's coble" (per la pesca) accanto alla "grande nave del re".
Poiché la maggior parte dei principali castelli reali della Scozia continentale erano rimasti rasi al suolo dal 1313 al 1314 circa, il maniero di Cardross fu forse costruito come una modesta residenza favorevole alle privazioni dei sudditi di Robert attraverso una lunga guerra, ripetute carestie e pandemie del bestiame. Prima che Cardross diventasse abitabile nel 1327, la residenza principale di Robert era stata l'Abbazia di Scone.
Nell'ottobre del 1328 il Papa risollevò definitivamente l'interdetto dalla Scozia e la scomunica di Robert. L'ultimo viaggio del re sembra essere stato un pellegrinaggio al santuario di San Ninian a Whithorn; questo era forse alla ricerca di una cura miracolosa, o per fare pace con Dio. Con Moray al suo fianco, Robert partì dal suo maniero a Cardross per Tarbert sulla sua "grande nave", da lì verso l'isola di Arran, dove celebrò il Natale del 1328 a Glenkill vicino a Lamlash. Da lì salpò per la terraferma per visitare suo figlio e la sua sposa, entrambi semplici bambini, ora installati a Turnberry Castle, il capo della contea di Carrick e una volta la sua residenza principale. Egli viaggiò via terra, trasportato su una lettiga, a Inch nel Wigtownshire: vi furono costruite case e rifornimenti portati in quel luogo, come se le condizioni del re si fossero deteriorate. Alla fine del marzo del 1329 soggiornò all'abbazia di Glenluce ea Monreith, da dove fu visitata la grotta di San Ninian. All'inizio di aprile arrivò al santuario di San Ninian a Whithorn. Digiunò per quattro o cinque giorni e pregò il santo, prima di tornare via mare a Cardross.

### Morte
Robert morì il 7 giugno 1329, nel Castello di Cardross, presso Dumbarton. A parte non aver rispettato il voto di intraprendere una crociata, morì pienamente soddisfatto, in quanto lo sforzo della sua intera esistenza, il riconoscimento incondizionato del diritto alla corona del clan Bruce, si era realizzato, e certo di lasciare il regno di Scozia nelle mani sicure del suo luogotenente più fidato, Moray, fino a quando il figlio primogenito raggiunse l'età adulta. Sei giorni dopo la sua morte, per completare ulteriormente il suo trionfo, furono emesse bolle papali che concedevano il privilegio di unzione per l'incoronazione dei futuri re di Scozia.
Robert aveva sofferto di una grave malattia almeno dal 1327. La Lanercost Chronicle e la Scalacronica affermano che il re si dice abbia contratto e sia morto di lebbra. Jean Le Bel ha anche affermato che nel 1327 il re fu vittima di "la grosse maladie", che di solito è interpretata come la lebbra. Tuttavia, l'uso ignorante del termine "lebbra" da parte degli scrittori del quattordicesimo secolo significava che quasi tutte le principali malattie della pelle potevano essere chiamate lebbra. La prima menzione di questa malattia si trova in una lettera originale scritta da un testimone oculare in Ulster al tempo in cui il re fece una tregua con Sir Henry Mandeville il 12 luglio 1327. Lo scrittore di questa lettera riferiva che Robert era così debole e colpito da una malattia che non avrebbe vissuto, "perché non riesce a muovere nulla se non la sua lingua". Barbour scrive della malattia del re che "cominciò attraverso un intorpidimento provocato dalla sua fredda menzogna", durante i mesi del vagabondaggio dal 1306 al 1309. È stato proposto che, in alternativa, egli possa aver sofferto di eczema, tubercolosi, sifilide, malattia dei motoneuroni, cancro o una serie di colpi. Non sembra esserci alcuna prova di ciò che il re stesso o i suoi medici credevano fosse la sua malattia. Né vi è alcuna prova di un tentativo nei suoi ultimi anni di segregare il re in alcun modo dalla compagnia di amici, familiari, cortigiani o diplomatici stranieri.
Lo studioso Penman sostiene come sia difficile credere che Robert potesse essere re, combattere in guerra, controllare il parlamento e la corte, viaggiare e fare da padre a sette figli mostrando i sintomi infettivi tipici di un lebbroso. A parte ipotesi di eczema, tubercolosi, sifilide, malattia del motoneurone, cancro o ictus, una dieta a base di pesante cibo di corte è stata additata come possibile causa della sua morte. Il suo medico milanese, Maino De Maineri, giudicò il suo consumo di anguille come pericoloso per la sua salute negli anni che avanzano.
Un team di ricercatori, guidato dal professor Andrew Nelson della University of Western Ontario, ha stabilito che Robert il Bruce non soffrì di lebbra durante la sua vita. Esaminando la fusione originale del cranio appartenente ad un discendente di Robert, Lord Andrew Douglas Alexander Thomas Bruce e un osso del piede che non era stato reinterrato, hanno determinato che il cranio e l'osso del piede non mostravano segni di lebbra.
Il suo corpo è sepolto nell'abbazia di Dunfermline. Secondo il desiderio di Robert, il suo cuore avrebbe dovuto essere sepolto a Gerusalemme nella Chiesa del Santo Sepolcro. Così nel 1330 cinque cavalieri si imbarcarono verso la Terra santa per esaudire il suo desiderio, ma durante il viaggio la comitiva si unì ad una crociata. Secondo la leggenda, Sir Douglas, uno dei cavalieri, portò il cuore in battaglia come talismano, ma è storicamente dimostrato che venne riportato in Scozia e sepolto nell'abbazia di Melrose.

## Matrimoni

### Primo matrimonio
Nel 1295 sposò Isabella di Mar (1277-12 dicembre 1296), figlia di Donald I di Mar. Ebbero una figlia:
- Marjorie (1296-2 marzo 1316), sposò Walter Stewart, ebbero un figlio.

### Secondo matrimonio
Nel 1302 sposò Lady Elisabetta de Burgh (1289–27 ottobre 1327), figlia di Richard de Burgh, II conte di Ulster. Ebbero cinque figli:
- Margherita (?-1346/1347), sposò William de Moravia, V conte di Sutherland, ebbero un figlio[37];
- Matilda (?-1353), sposò Thomas Isaac, ebbero due figlie[37];
- Davide II di Scozia (5 marzo 1324-22 febbraio 1371);
- Giovanni (5 marzo 1324-1327)[38][39];
- Elisabetta (?-1364), sposò Sir Walter Oliphant, non ebbero figli.

## Cultura

### Commemorazioni e monumenti

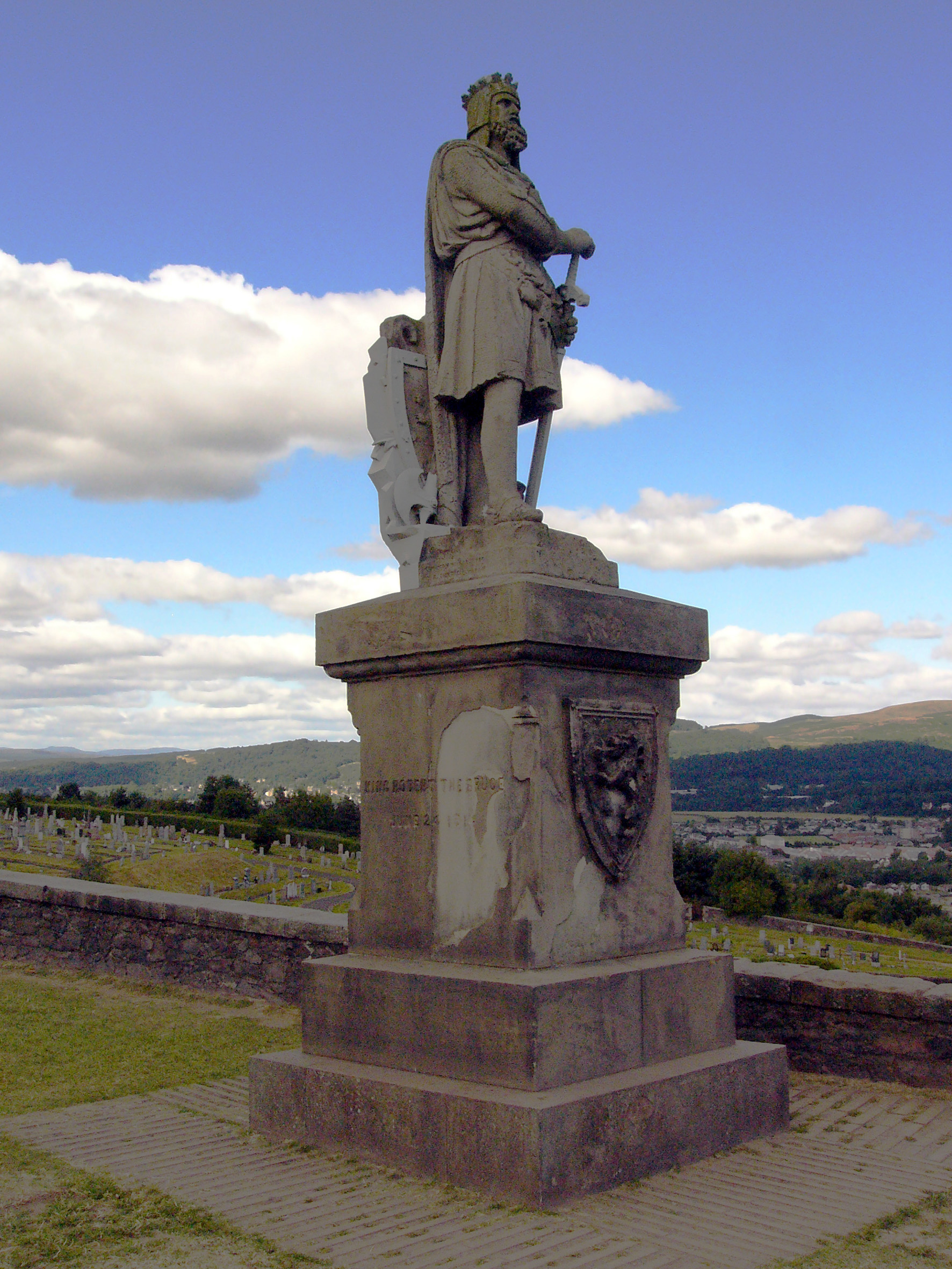
Monumento a Roberto I di Scozia vicino al castello di Stirling

Roberto I fu originariamente sepolto nell'Abbazia di Dunfermline, luogo di riposo tradizionale dei monarchi scozzesi dal regno di Malcolm III. La sua tomba, importata da Parigi, era estremamente elaborata, scolpita in alabastro dorato. Fu distrutto durante la Riforma, ma alcuni frammenti furono scoperti nel XIX secolo (ora nel Museo della Scozia a Edimburgo).
Il sito della tomba era segnato da grandi lettere di pietra scolpite che recavano "Re Robert the Bruce" intorno alla cima del campanile, quando la metà orientale della chiesa abbaziale fu ricostruita nella prima metà del XIX secolo. Nel 1974 la Bruce Memorial Window fu installata nel transetto nord, in ricordo del 700º anniversario dell'anno della sua nascita. Raffigura immagini in vetro colorato di Bruce affiancato da Cristo e dai santi associati alla Scozia.
Una statua di Roberto del 1929 è incastonata nella parete all'ingresso del Castello di Edimburgo, insieme a quella di William Wallace. Anche a Edimburgo, la Scottish National Portrait Gallery ha statue di Bruce e Wallace in nicchie che fiancheggiano l'ingresso principale. L'edificio contiene anche diversi affreschi raffiguranti scene della storia scozzese di William Brassey Hole nell'atrio d'ingresso, incluso un grande tela di Bruce che schiera i suoi uomini a Bannockburn.
Un busto di Roberto I è nella Hall of Heroes del National Wallace Monument a Stirling.
Una statua di Roberto I si trova in High Street a Lochmaben e un'altra ad Annan (eretta nel 2010).
Dal 2006 è stata organizzata una cena commemorativa annuale in suo onore a Stirling.
Dal 1981 al 1989 Robert Bruce è stato ritratto in una banconota da 1 sterlina della Banca di Clydesdale, una delle tre banche scozzesi con il diritto di emettere le banconote. Quando la Banca di Clydesdale ha smesso di stampare banconote da 1 sterlina, il ritratto di Bruce è stato trasferito nella banconota da 20 sterline nel 1990 ed è rimasto fino ad oggi.

### Leggende
Secondo una leggenda, a un certo punto mentre era in fuga dopo la Battaglia di Methven, Bruce si nascose in una grotta dove osservò un ragno che faceva roteare una ragnatela, cercando di stabilire una connessione da un'estremità del tetto della caverna a un'altra. Provò e fallì due volte, ma ricominciò e riuscì al terzo tentativo. Ispirato da questo, Bruce tornò per infliggere una serie di sconfitte agli inglesi, conquistando così più sostenitori e l'eventuale vittoria. Altre versioni hanno Bruce in una piccola casa.
Si dice che prima della battaglia di Bannockburn, Bruce fu attaccato dal cavaliere inglese Sir Henry de Bohun. Cavalcando, de Bohun vide Bruce, che era armato solo con la sua ascia da battaglia. De Bohun abbassò la lancia e caricò, e Bruce rimase in piedi. All'ultimo momento, Bruce schivò rapidamente la lancia, e con una possente oscillazione della sua ascia, colpì Bohun così forte da dividere l'elmetto di ferro e la sua testa in due, un colpo così potente che frantumò l'arma. Fino ad oggi, la storia si colloca nel folklore come una testimonianza della determinazione del popolo scozzese e della sua cultura.

### Cinema
- Nel film del 1995 Braveheart di Mel Gibson, Robert Bruce è interpretato dall'attore Angus Macfadyen. Nel film si vede che nella Battaglia di Falkirk combatte nell'esercito inglese a fianco di re Edoardo I, ma questo non è avvenuto.
- Nel film del 1996  The Bruce, si narra della sua ascesa al potere, culminata dalla battaglia di Bannockburn nel 1314.
- Nel film del 2018 Outlaw King - Il re fuorilegge, diretto da David Mackenzie, viene interpretato da Chris Pine.
- Nel film del 2019 Robert the Bruce - Guerriero e re, diretto da Richard Gray, è interpretato nuovamente dall'attore Angus Macfadyen

### Televisione
- Rise of the Clans, una serie storica in tre parti del 2018, narrata da Neil Oliver, il primo episodio "The Bruce Supremacy" ha avuto l'attore David Paisley nel ruolo di "Robert the Bruce".

## Ascendenza
|                                       |                    |                                                 | Genitori                                   |  |  | Nonni |  |  | Bisnonni                              |  |  | Trisnonni                               |  |
|                                       |                    |                                                 |                                            |  |  |       |  |  | Robert Bruce, IV Signore di Annandale |  |  | William Bruce, III Signore di Annandale |  |
|                                       |                    |                                                 |                                            |  |  |       |  |  | Robert Bruce, IV Signore di Annandale |  |  | William Bruce, III Signore di Annandale |  |
|                                       |                    | Christina                                       |                                            |  |  |       |  |  | Robert Bruce, IV Signore di Annandale |  |  |                                         |  |
| Robert Bruce, V Signore di Annandale  |                    |                                                 |                                            |  |  |       |  |  | Robert Bruce, IV Signore di Annandale |  |  |                                         |  |
|                                       |                    | Isobel di Huntingdon                            | Davide di Scozia                           |  |  |       |  |  |                                       |  |  |                                         |  |
|                                       |                    | Isobel di Huntingdon                            | Davide di Scozia                           |  |  |       |  |  |                                       |  |  |                                         |  |
|                                       |                    | Isobel di Huntingdon                            | Matilda di Chester                         |  |  |       |  |  |                                       |  |  |                                         |  |
| Robert Bruce, VI signore di Annandale |                    | Isobel di Huntingdon                            |                                            |  |  |       |  |  |                                       |  |  |                                         |  |
|                                       |                    | Gilberto di Clare, V conte di Gloucester        | Richard de Clare, III conte di Hertford    |  |  |       |  |  |                                       |  |  |                                         |  |
|                                       |                    | Gilberto di Clare, V conte di Gloucester        | Richard de Clare, III conte di Hertford    |  |  |       |  |  |                                       |  |  |                                         |  |
|                                       |                    | Gilberto di Clare, V conte di Gloucester        | Amice FitzRobert                           |  |  |       |  |  |                                       |  |  |                                         |  |
| Isabella di Clare                     |                    | Gilberto di Clare, V conte di Gloucester        |                                            |  |  |       |  |  |                                       |  |  |                                         |  |
|                                       |                    | Isabella di Pembroke                            | Guglielmo il Maresciallo                   |  |  |       |  |  |                                       |  |  |                                         |  |
|                                       |                    | Isabella di Pembroke                            | Guglielmo il Maresciallo                   |  |  |       |  |  |                                       |  |  |                                         |  |
|                                       |                    | Isabella di Pembroke                            | Isabella di Clare, IV contessa di Pembroke |  |  |       |  |  |                                       |  |  |                                         |  |
| Roberto I di Scozia                   |                    | Isabella di Pembroke                            |                                            |  |  |       |  |  |                                       |  |  |                                         |  |
|                                       | Cailean di Carrick | Donnchadh, conte di Carrick                     |                                            |  |  |       |  |  |                                       |  |  |                                         |  |
|                                       | Cailean di Carrick | Donnchadh, conte di Carrick                     |                                            |  |  |       |  |  |                                       |  |  |                                         |  |
|                                       | Cailean di Carrick | Avelina FitzWalter                              |                                            |  |  |       |  |  |                                       |  |  |                                         |  |
| Niall, conte di Carrick               | Cailean di Carrick |                                                 |                                            |  |  |       |  |  |                                       |  |  |                                         |  |
|                                       |                    | una figlia di Niall Ruadh Ó Néill               | Niall Ruadh Ó Néill                        |  |  |       |  |  |                                       |  |  |                                         |  |
|                                       |                    | una figlia di Niall Ruadh Ó Néill               | Niall Ruadh Ó Néill                        |  |  |       |  |  |                                       |  |  |                                         |  |
|                                       |                    | una figlia di Niall Ruadh Ó Néill               | …                                          |  |  |       |  |  |                                       |  |  |                                         |  |
| Marjorie, Contessa di Carrick         |                    | una figlia di Niall Ruadh Ó Néill               |                                            |  |  |       |  |  |                                       |  |  |                                         |  |
|                                       |                    | Walter Stewart, III Grande Intendente di Scozia | Alan fitz Walter                           |  |  |       |  |  |                                       |  |  |                                         |  |
|                                       |                    | Walter Stewart, III Grande Intendente di Scozia | Alan fitz Walter                           |  |  |       |  |  |                                       |  |  |                                         |  |
|                                       |                    | Walter Stewart, III Grande Intendente di Scozia | incerta                                    |  |  |       |  |  |                                       |  |  |                                         |  |
| Margaret Stewart                      |                    | Walter Stewart, III Grande Intendente di Scozia |                                            |  |  |       |  |  |                                       |  |  |                                         |  |
|                                       |                    | Bethóc di Angus                                 | Gille Críst, conte di Angus                |  |  |       |  |  |                                       |  |  |                                         |  |
|                                       |                    | Bethóc di Angus                                 | Gille Críst, conte di Angus                |  |  |       |  |  |                                       |  |  |                                         |  |
|                                       |                    | Bethóc di Angus                                 | Marjorie di Huntingdon                     |  |  |       |  |  |                                       |  |  |                                         |  |
|                                       |                    | Bethóc di Angus                                 |                                            |  |  |       |  |  |                                       |  |  |                                         |  |